# مشاكل سلوك الطفل
تعتبر مرحلة الطفولة من المراحل الهامة في حياة الانسان، فطفولة الإنسان تبلغ ثلت حياته كلها، اذ بها يتم تشكيل شخصية الانسان واكسابه صفات تبقى معه طوال حياته وهذا يستلزم منا ضرورة العناية بهذه السنوات لإكساب الطفل صحة نفسية جيدة، ولكن يوجد بعض المشكلات التي قد تؤثر على نمو الطفل السوي وتعيقه، ومن هذه المشكلات:

## 1.العدوان
العدوان: هو كل سلوك يؤدي إلى إلحاق الأذى والضرر بفرد أو بأشياء مادية بهدف تفريغ إنفعال الغضب وهو سلوك مكتسب.
أسباب ودوافع العدوان:
- التعرض لخبرات سابقة: يكون قد تعرض الطفل لعنف شديد من قبل معلميه أو من والديه مما يدفع به إلى العدوانية في السلوك.
- الكبت المستمر: فيؤدي هذا الكبت إلى دفع الطفل للتخفيف عن نفسه وإفراغ الطاقة الكامنة في جسمه.
- التقليد: قد يقلد الطفل النماذج السيئة التي تحيط به كالأصدقاء أو الأهل أو ما يقدم في الأفلام والمسلسلات.
- الفشل والإحباط المستمر: قد يكون عامل الفشل كالرسوب والهزيمة بالمسابقات سبب للتصرف بعدوانية.
- تشجيع الأسرة على العدوان: باعتباره دفاعاً عن النفس وهناك بعض الثقافات تمجد العنف والعدوان يزيد احتمال القيام به عندما يكافأ الأطفال عليه وعندما يحصلون على ما يريدون أو يجذبون انتباه الوالدين.
- حب السيطرة: يتمثل في محاولة الأبن الأكبر فرض سيطرته على الأصغر أو محاولة الولد فرض سيطرته على البنت.[2]

أشكال العدوان:
- العدوان اللفظي: يتمثل بالصراخ أو الكلام البذيء أو المنابزة بالألقاب.
- العدوان التعبيري: يتمثل باستخدام الإشارات مثل: إخراج اللسان أو البصق.
- العدوان الجسدي: باستخدام اليدين كأدوات للضرب.
- العدوان المباشر: وهو العدوان الموجه إلى الشخص مصدر الإحباط.
- العدوان الغير المباشر: يحول العدوان إلى شخص آخر أو إلى ممتلكاته.
- العدوان الفردي: وفيه يستهدف الطفل شخص معين.
- العدوان الجمعي: يستهدف الطفل فيه مجموعة أطفال ينهمكون في نشاط معين، أو ممتلكاتهم.
- العدوان نحو الذات: فيه يوجه الطفل عدوانه نحو ذاته، وفي هذه الحالة قد يكون الطفل مضطرباً سلوكياً.
- العدوان الوسيلي: استخدام الطفل وسائل متعددة لإحداث أنماط سلوك العدوان ومنها التخريب.[3]

علاج عدوانية الأطفال:
إذا استمر الطفلفي خوض المشاجرات والقيام بأفعال عدوانية على الآباء أن يأخذو هذا على محمل الجد واستخدام أساليب سريعة وفعالة لكبح هذه العدوانية وهناك العديد من هذه الأساليب لضبط العدوان أهمها:
- إزالة الأسباب: تحديد الأسباب التي أدت إلى ظهور السلوك العدواني عند الطفل، ويجب أن تتجه الأسرة إلى الاستعاضة عن الصفات السلبية بصفات إيجابية وإزالة الأسباب هي السبيل الأول لعلاج عدوانية الأطفال.
- التوقف عن التعامل مع الأطفال بإسلوب قاسي: لا بد أن يسمح الوالدين للطفل بأن يسأل ويجاب بموضوعية وأن لا يعاقب أمام أحد.
- إبعاد الطفل عن برامج التلفاز العدوانية: لا بد من الإشراف على محتوى البرامج التي يشاهداها الطفل.
- إبعاد الطفل عن مشاهدة النزاعات الأُسرية: حل

المشكلات الأسرية بعيداً عن الطفل، وعدم معايرته بذنب إرتكبه أو مقارنته بطفل غيره.
- تفريغ الطاقة البدنية لدى الطفل: من خلال ممارسته لبعض الأنشطة البدنية وتوفير مواد اللعب التي يمكن أن نقدمها للطفل ليتخلص من مشاعر الغضب.
- استخدام الإتفاقيات السلوكية: أن نحدد قضاء وقت محدد دون القيام بسلوكيات عدوانية سيؤدي إلى الحصول على التعزيزات.
- التجاهل المتعمد: يجب أن يصاحب تعزيز السلوك المرغوب تجاهل التصرفات العدوانية فلا نعطي أي اهتمام لتصرفات الطفلالعدوانية إلى إذا ترتب عليها تهديد جدي لسلامته وسلامة الآخرين.
- تعليم الطفل تعليمات لفظيه يكررها سراً في نفسه: هناك عبارات يمكن للطفل أن يرددها لنفسه بهدوء عندما يشعر بالعدوانية مثل:(العد للعشرة، تحدث لا تضرب، قف وفكر قبل أن تتصرف).[4]

## 2.الكذب
الكذب: ذكر الطفل لشيء غير حقيقي ظناً منه أنه حقيقي، فالطفل في مرحلة الطفولة المبكرة لا يخلو تفكيره من الخلط بين الواقع والخيال.
اسباب الكذب:
- الخوف من العقاب: يلجأ الطفل إلى الكذب لحماية نفسه أو حماية صديق له.
- لفت الأنتباه: يكذب الطفل فقط للحصول على انتباه رفاقه المحيطين به وإعجابهم.
- التقليد: ظهور صفة الكذب في الناس المحيطين بالطفل وقد تؤدي إلى حمل الطفل هذه الصفة.
- وصمه بالكذاب: فعندما ينعت الطفل مراراً أنه كاذب وهو يقول الحقيقة فتصبح لديه قناعة بأنه كذاب بالتالي يفضّل الطفل أن يكذب.[6]

أشكال الكذب:
- الكذب الخيالي: وهو نسج الطفل قصص من الخيال ليس لها أساس من الواقع.
- الكذب الإدعائي: وهو مبالغة الطفل في وصف تجاربه ليحدث لذه عند سامعيه وليجعل نفسه مركز إعجاب وتعظيم وهذا الشكل ينشأ عند شعور الطفل بالنقص.
- الكذب الانتقامي/الكيدي: يكذب الطفل ليتهم غيره بإتهامات يترتب عليها عقوبات ويحدث عند شعوره بالغيرة من فرد آخر.
- الكذب الدفاعي: يكذب الطفل خوفًا مما قد يقع عليه من عقوبة.
- الكذب العنادي: يكذب الطفل لمجرد السرور الناشئ من تحدي السلطة خصوصاً إن كانت شديدة وقليلة الحنان.[7]

علاج الكذب:
- أن تكون البيئة المحيطة بالطفل صالحة: أن يكون الجميع فيها صالحون وصادقون ويشكلون قدوة حسنة فمن أهم طرق العلاج عدم الكذب أمام الأطفال.
- توجيه الطفل توجيهاً دينياً وأخلاقياً: يجب أن يشعر الطفل أن الصدق يجلب له النفع وأن الطفل الذي يكذب يؤدي ذلك إلى فقدان الثقة بالنفس وعدم احترام الآخرين له.
- يجب عدم إشعار الطفل بأن أقواله مشكوك فيها: لأن ذلك يجعله يخشى التعبير الصحيح عن حاجاته.
- القيام بتشجيع الطفل على قول الصدق: يجب مكافأة الطفل على صدقه مع الإشارة أن الصدق هو السبب في حصوله على هذه المكافأة وإذا إعترف الطفل بذنبه لا داعي لمعاقبته.
- التروي في الصاق تهمة الكذب قبل التأكد: حتى لا يألف هذه الكلمة، ذلك يشعر الطفل بالعداء والكراهية نحوها.
- مراجعة الأخصائيين النفسيين في حالة استمراره بالكذب: التعرف على الأسباب والدواعي اللاشعورية وراء هذا السلوك.[8]

## 3.التبول اللاإرادي
```
التبول
 اللإرادي: هو التبول على الملابس أو على السرير دون إرادة من 
الطفل
 لأكثر من مرة أو مرتين في الإسبوع.
[
1
]
```

أسباب التبول اللإارادي :

### أ.الأسبابالنفسية
- الانتقال إلى بيت جديد: بسبب إحساس الطفل بالغربة.
- ولادة طفل جديد في العائلة: وهنا يلجأ الطفل لوسيلة الدفاع الأولية المعروفة بالنكوص.
- تواجد الطفل في أسر يكون الوفاق فيها غير جيد: حيث تكون معاملة الأهل له سيئة وهنا يبدو التبول اللإرادي على شكل رد فعل تكيّفي يجيب عليه الطفل على هذه المعاملة.
- القلق من دخول المدرسة للمرة الأولى: والخوف المرتبط بهذا العالم وما يحتويه هذا الخوف من ضغط وتوتر داخلي يشعره بوجود خطر يتهدده يتمثل بالتبول اللإرادي.
- وفاة أحد أفراد العائلة أو غيابه: وهنا يكون التبول بمثابة تعبير عن الاشتياق أو رفض الواقع المؤلم أو للمستقبل المجهول.
- عدم النضج والنموالكافي لميكانيكية السيطرة على المثانة «وهذا السبب يكون وراثياً» وهنا يجب عرضه على الطبيب المختص.

### ب.الأسباب العضوية
- إصابات الحبل الشوكي
- الإمساك الشديد
- حصر البول
- مرض السكري
- ضيق أو صغر في حجم أو عنق المثانة.[9]

أشكال التبول اللإارادي:
- التبول اللإارادي من سن الولادة: يكون لعدم نضج عضو في جسم الطفل.
- التبول اللإارادي نتيجة حلم مزعج، أو بعد يوم طويل متعب مر به الطفل.
- التبول اللإارادي النهاري: وقد تبدأ هذه لدى الطفل في بداية العام الدراسي.
- التبول اللإارادي المزمن: ويظهر هذا النوع عند الطفل بعد شفاء مؤقت من مرض أو من علاج إرشادي.
- التبول اللإارادي غير المنتظم: حيت يقوم الطفلبالتبول في فترات منقطعة أو متباعدة وفق الاحداث التي تمر به.

علاج التبول اللاإرادي:
- تقليل كمية السوائل: ينبغي تقليل كمية السوائل كذلك الأطعمة التي تحتوي على،السوائل قبل النوم وذلك لتحديد كمية السوائل (الماء، العصائر، الأطعمة)التي يمكن للطفل تناولها بعد الساعة السادسة مساءً.
- إيقاظ الطفل ليلاً: يجب إيقاظ الطفل بعد النوم بساعتين لإفراغ محتويات المثانة، ويمكن تكرار ذلك كل ساعتين.
- لوحة النجوم: اصنع لوحة نجوم لطفلك، ودعه يسجل الليالي (الجافة)والأخرى (المبللة)بأن يعطي نجوماً ذهبية لليالي الجافة، وأن يكافئ الأبوان على الليالي الجافة.
- التدريب على تخزين البول: بالطلب من الطفل أن يشرب قدر المستطاع من الماء في فترة الصباح عندئذٍ سيشعر بحاجته الشديدة للتبول وعندما يعبر عن حاجته للتبول عليه أن يؤجل ذهابه إلى المرحاض لأطول فترة ممكنة.
- العلاج الطبي: قد تجدي بعض العقاقير لتخفف التبول في الفراش، فقد وجد أن إعطاء بعض العقاقير مثل عقار المينيرين ومضاد الإكتئاب(أميبرامين)يؤدي إلى تخفيف حالة التبول اللإرادي عند 30%من المتبولين لا إرادياً.[10]